# Мулимби, Альберт Юма
Альберт Юма Мулимби (фр. Albert Yuma Mulimbi; род. 30 июля 1955, Конголо, Танганьика или Катанга) — конголезский бизнесмен, экономист и бывший председатель государственной горнодобывающей компании Gécamines. Высокопоставленный деятель Международной организации труда, является председателем «Федерации бизнеса Конго», крупнейшей группы бизнес-лоббистов Демократической Республики Конго.
В конце апреля 2019 года журнал Jeune Afrique сообщил, что он был рекомендован бывшим президентом ДР Конго Жозефом Кабилой, коалиция которого контролирует большинство в парламенте, действующему президенту Феликсу Чисекеди в качестве потенциального премьер-министра. Затем его кандидатура была отклонена в пользу Сильвестра Илунги.
В декабре 2021 года был отстранен от должности председателя Gécamines.

## Биография
Родился 30 июля 1955 года в Конголо, провинция Танганьика. Проведя большую часть своего детства в Бельгии, позже получил степень магистра прикладной экономики в Лувенском университете.
В 19831 году присоединился к компании по развитию текстиля и недвижимости UTEXAFRICA, в настоящее время известную как TEXAF. Является соуправляющим директором компании, а также основным акционером, что составляет большую часть его состояния.
С конца 2010 года занимал должность председателя государственного горнодобывающего предприятия ДР Конго Gécamines. Прилагал усилия к развитию компании, несмотря на наличие международных конкурентов. Например, подал иск в Международном арбитражном суде против компании Freeport-McMoRan после того, как та продала свою 80 % долю в руднике Тенке-Фунгуруме компании China Molybdenum, поскольку она не предупредила Gécamines, владеющую 20 % акций рудника. По состоянию на сентябрь 2016 года планировал сократить расходы за счёт оптимизации штата сотрудников.
Является председателем компании Texico, производителя полицейской и армейской формы в ДР Конго, и заместителем председателя Texafrica, производителя униформы для работников инфраструктуры. Кроме того, является совладельцем упаковочной фабрики Afritex в Киншасе. В 2015 году, после того как ему не удалось купить Orgaman Group у семьи Дамсо из-за слишком высокой цены, также инвестировал в производство продуктов питания. Входит в совет директоров Центрального банка Конго.
Кроме того, является председателем «Федерации бизнеса Конго» и вице-председателем Международной организации работодателей . С 2012 года также занимал должность председателя Постоянной конференции африканских и франкоязычных консульских палат (CPCCAF), организации франкоязычных африканских торговых палат. Кроме того, входит в совет директоров Бельгийско-конголезско-люксембургской торговой палаты и совета Международной организации труда.
Предполагается, что он направлял деньги из Gécamines для сторонников Жозефа Кабилы. В 2018 году Государственный департамент США отозвал его визу за коррупцию. Также Альберта Мулимби обвинили в отмывании около 8,8 миллиардов долларов США из доходов от горнодобывающей промышленности ДР Конго.
В декабре 2021 года был отстранен от должности председателя Gécamines.

## Награды
- Командор бельгийского Ордена Короны[9].